# Ungern i olympiska sommarspelen 1988
Ungern deltog i de olympiska sommarspelen 1988 med en trupp bestående av 188 deltagare, och totalt blev det 33 medaljer.

## Boxning
Lätt flugvikt
- Róbert Isaszegi →  Brons
  - Första omgången — Bye
  - Andra omgången — Besegrade Colin Moore (Guyana), 5:0
  - Tredje omgången — Besegrade Sadoon Abboud (Irak), RSC-1
  - Kvartsfinal — Besegrade Chatchai Sasakul (Thailand), 3:2
  - Semifinal — Förlorade mot Michael Carbajal (USA), 1:4

Fjädervikt
- Laszlo Szöke
  - Första omgången — Förlorade mot John Wanjau (Kenya) på poäng

## Friidrott
Herrarnas 100 meter
- Attila Kovács
- István Tatár
- György Fetter

Herrarnas 200 meter
- Attila Kovács

Herrarnas 110 meter häck
- György Bakos

Herrarnas 4 x 100 meter stafett
- György Bakos
- László Karaffa
- István Tatár
- Attila Kovács

Herrarnas 3 000 meter hinder
- Bela Vago
  - Heat — startade inte (→ gick inte vidare)

Herrarnas längdhopp
- László Szalma
  - Kval — 7,91m
  - Final — 8,00m (→ 6:e plats)

Herrarnas stavhopp
- István Bagyula

Herrarnas släggkastning
- Tibor Gécsek
  - Kval — 77,12m
  - Final — 78,36m (→ 6:e plats)

- Imre Szitás
  - Kval — 76,24m
  - Final — 77,04m (→ 7:e plats)

- József Vida
  - Kval — 74,30m (→ gick inte vidare)

Herrarnas tiokamp
- Dezső Szabó— 8093 poäng (→ 13:e plats)
  1. 100 meter — 11,02s
  2. Längd — 7,29m
  3. Kula — 12,92m
  4. Höjd — 2,06m
  5. 400 meter — 48,23s
  6. 110m häck — 14,96s
  7. Diskus — 39,54m
  8. Stav — 5,00m
  9. Spjut — 56,80m
  10. 1 500 meter — 4:17,85s

Herrarnas 20 kilometer gång
- Sándor Urbanik
  - Final — 1:23:18 (→ 21:e plats)

Herrarnas 50 kilometer gång
- Sándor Urbanik
  - Final — fullföljde inte (→ ingen placering)

Damernas maraton
- Karolina Szabo
  - Final — 2"32,26 (→ 13:e plats)

Damernas spjutkastning
- Zsuzsa Malovecz
  - Kval — 64,30m
  - Final — 54,58m (→ 12:e plats)

## Fäktning
Herrarnas florett
- Zsolt Érsek
- Róbert Gátai
- Pál Szekeres

Herrarnas florett, lag
- Zsolt Érsek, Pál Szekeres, István Szelei, István Busa, Róbert Gátai

Herrarnas värja
- Ernő Kolczonay
- Zoltán Székely
- Szabolcs Pásztor

Herrarnas värja, lag
- László Fábián, Ferenc Hegedűs, Ernő Kolczonay, Szabolcs Pásztor, Zoltán Székely

Herrarnas sabel
- György Nébald
- Imre Gedővári
- Imre Bujdosó

Herrarnas sabel, lag
- György Nébald, Bence Szabó, Imre Bujdosó, Imre Gedővári, Csongrádi Csongrái

Damernas florett
- Zsuzsa Némethné Jánosi
- Gertrúd Stefanek
- Edit Kovács

Damernas florett, lag
- Zsuzsa Némethné Jánosi, Gertrúd Stefanek, Zsuzsa Szőcs, Katalin Tuschák, Edit Kovács

## Handboll
Herrar
Gruppspel
|                 | PLD: | W: | D: | L: | F:  | A:  | Pts. |
| Sydkorea        | 5    | 4  | 0  | 1  | 127 | 117 | 8    |
| Ungern          | 5    | 3  | 0  | 2  | 102 | 93  | 6    |
| Tjeckoslovakien | 5    | 3  | 0  | 2  | 109 | 103 | 6    |
| Östtyskland     | 5    | 3  | 0  | 2  | 109 | 100 | 6    |
| Spanien         | 5    | 2  | 0  | 3  | 101 | 106 | 4    |
| Japan           | 5    | 0  | 0  | 5  | 97  | 126 | 0    |

## Modern femkamp
Individuella tävlingen
- János Martinek — 5404 poäng (→  Guld)
- Attila Mizsér — 5281 poäng (→ 4:e plats)
- László Fábián — 5201 poäng (→ 7:e plats)

Lagtävlingen
- Martinek, Mizser och Fábián — 15886 poäng (→  Guld)